# Maleika (Film)
Maleika ist ein deutscher Dokumentarfilm von Matto Barfuss aus dem Jahr 2017 über eine Gepardenfamilie. Sprecher sind Max Moor und Moritz Brendel. Weltpremiere war am 4. Oktober 2017 in Berlin. Der Film kam am 12. Oktober 2017 in die deutschen Kinos.

## Inhalt
Geschildert wird über einen Zeitraum von 18 Monaten, wie eine elfjährige Gepardenmutter, vom Dokumentarfilmer  Maleika genannt, ihre zunächst sechs Jungen großzieht. Anfangs steht im Vordergrund, wie sie die Jungen vor Feinden wie Löwen und Schakalen schützt sowie ihre Bemühungen, Beute zu erlegen, um genug Muttermilch produzieren zu können. Eines Tages reißt sie sich das Bauchfell auf und kann nur noch eingeschränkt jagen. Zwei der Jungen werden Beute von Feinden, was aber nicht im Film zu sehen ist; eines wird vermisst. Ein viertes wird bei einer Flussüberquerung von einem Krokodil angefallen und getötet. Die beiden überlebenden Junggeparden unterstützen schließlich ihre Mutter beim Jagen. Als sie selbständig Beute erlegen können, verlässt Maleika sie. Am Schluss wird gezeigt, wie Maleika ein Jahr später, trotz ihres hohen Alters, zwei weitere Babys großzieht.
Weitere Szenen mit Geparden sind von einem anderen Muttertier mit ihrem Jungen und von einem Geschwister-Trio zu sehen. Daneben wird noch das Leben eines Löwenrudels ausführlicher gezeigt. Eine längere Szene zeigt die Flussüberquerung einer Gnuherde, bei der einige Tiere von Krokodilen gerissen werden. Bilder von Elefanten, Giraffen, Flusspferden oder Vögeln werden hin und wieder eingestreut.
Im Kommentar werden Informationen zum Leben der Geparden gegeben. Zudem wird ihre Freiheitsliebe und die Liebe zueinander betont. Des Weiteren werden vermenschlichte Gedanken der Tiere als Off-Stimmen wiedergegeben.

## Kritiken
Falk Straub lobt auf spielfilm.de die sehenswerten Bilder, auch wenn sie „schnell redundant“ wirken würden. Er moniert aber den Kommentar, der „zwischen flapsiger Vermenschlichung und triefendem Pathos“ schwanke und sich nicht an die „tierischen Fakten“ halte. Auch der Filmdienst ist der Meinung, dass „die Redundanz des ständigen Fressens und Gefressenwerdens auf Dauer nicht die Eleganz der wendigen, anmutig fotografierten Tiere“ aufwiege.